# Alexandra David-Néel

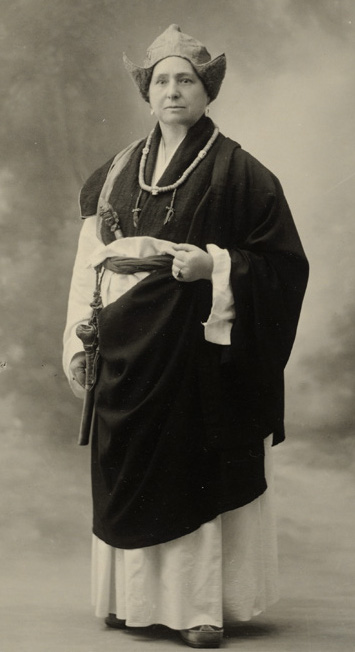
Alexandra David-Néel, 1933

Alexandra David-Néel, geborene Louise Eugénie Alexandrine Marie David (* 24. Oktober 1868 in Saint-Mandé, einem Vorort von Paris; † 8. September 1969 in Digne-les-Bains) war eine französische Reiseschriftstellerin und Forscherin zur tibetischen Kultur und zum Buddhismus.

## Leben
Alexandra David wurde als Tochter des Lehrers Louis David (1815–1904), der bei der Revolution von 1848 ein militanter Republikaner gewesen war, und einer streng katholischen Mutter, Alexandrine Borghmans (1832–1917), geboren. Wegen des Exils des Vaters wuchs sie zeitweise in Belgien auf. Durch den Freund ihres Vaters Elisée Reclus wurde sie mit anarchistischem Gedankengut vertraut gemacht (unter anderem Max Stirners und Michail Alexandrowitsch Bakunins). Außerdem interessierte sie sich stark für Frauenfragen und veröffentlichte dazu ihr erstes Buch Pour la Vie. Zunächst war sie freie Mitarbeiterin von La Fronde, einer feministischen Zeitung.
Mit 17 hatte Alexandra David ihre erste Reise unternommen: Sie war von zu Hause ausgerissen, in die Schweiz gefahren und über den Gotthardpass gewandert. Mit 20 hatten es ihr asiatische Schriften angetan. Sie studierte in Paris vergleichende Religionswissenschaften, Sanskrit und Mandarin. Als sie 1891 Geld erbte, bereiste sie eineinhalb Jahre lang Ceylon und Indien, wobei sie im selben Jahr in Adyar der dortigen Theosophischen Gesellschaft beitrat. Danach kehrte sie nach Paris zurück. Nach Abschluss ihrer Ausbildung erhielt sie 1895 ein Engagement als Sopranistin in Indochina. Anschließend ging sie als Theaterleiterin nach Tunis, wo sie Philippe Néel kennenlernte, den sie 1904 heiratete. Ihr Mann finanzierte ihre Reisen während der nächsten vierzig Jahre und sorgte für die Veröffentlichung ihrer Artikel in Frankreich. Dennoch erwähnte sie ihn in keinem ihrer Bücher.
Ab 1903 stand sie nicht mehr auf der Bühne, sondern hielt Vorträge über ihre Reisen und studierte weiter. 1911 trat sie ihre zweite Asienreise an, die 14 Jahre dauerte. In Indien lernte sie den 13. Dalai Lama Thubten Gyatsho kennen und wurde von ihm nach Tibet eingeladen. Sie wagt es trotz der Verbote der Briten nach Westtibet. Sie lebte ein Jahr lang im Himalaya als Einsiedlerin und wurde sowohl ordiniert als auch in den Stand eines Lama erhoben. Sie wurde der Einweihung in die Geheimlehren des tibetischen Buddhismus für würdig befunden und beschrieb diese in einem ihrer Bücher. Ob sie überhaupt nach Tibet gereist ist bzw. inwieweit Teile ihrer Reiseberichte gefälscht sind, wird vom belgischen Sprach- und Geschichtsforscher Philippe van Heurck allerdings in Frage gestellt.

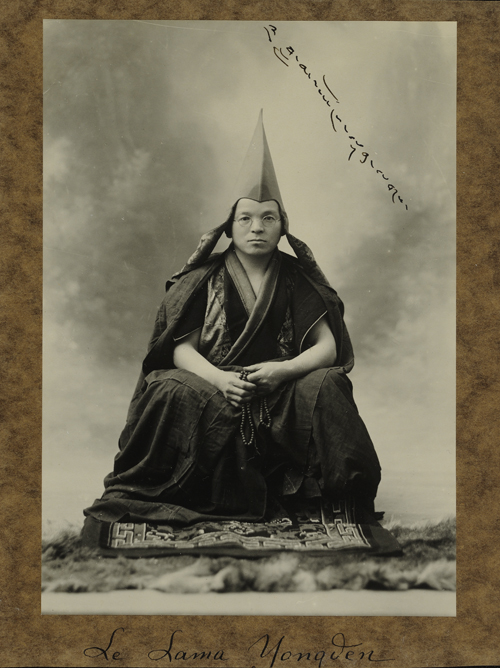
Yongden, Alexandra David-Néels sikkimesischer Adoptivsohn, 1933

Anschließend reiste sie durch Japan, Korea und China, immer in Begleitung ihres Adoptivsohnes, des jungen Lamas Yongden. Danach hielt sie sich zwei Jahre im Kloster Kum-bum in Amdo auf. Um ihren Lebensunterhalt zu verdienen, übersetzte sie buddhistische Texte und verfasste ein Französisch-Tibetisch-Wörterbuch. Während ihrer Reisen wurde sie finanziell auch von ihrem Ehemann (von dem sie sich nie scheiden ließ) aus Frankreich unterstützt. An ihn schrieb sie mehrere Bettelbriefe.
Zwischen 1921 und 1923 durchstreifte sie die Wüste Gobi. Am 28. September 1923 startete sie eine neue Tour, um als vermutlich erste Europäerin die verbotene Stadt Lhasa in Tibet zu betreten. In ihrem 57. Lebensjahr erreichte sie nach einer viermonatigen abenteuerlichen Himalaya-Überquerung zu Fuß von China her kommend dieses Ziel als bettelnde Pilgerin in Begleitung ihres Adoptivsohnes, des Lama Yongden. Bei dieser Reise musste sie sich mit Ruß und Schmutz tarnen, um nicht als Ausländerin erkannt und des Landes verwiesen zu werden. Zwei Monate lang hielt sich die nur 1,56 Meter große David-Néel unentdeckt in Lhasa auf.
1925 kehrte sie nach Frankreich zurück und veröffentlichte 1927 ihr erfolgreichstes Buch Voyage d'une Parisienne à Lhassa, durch das sie weltberühmt wurde. In schneller Folge schrieb sie nun weitere Bücher über ihre Tibetreisen. 1937 brach sie als fast Siebzigjährige erneut zu einer großen Asienreise auf, noch immer von ihrem Adoptivsohn begleitet. Sie geriet in den Japanisch-Chinesischen Krieg und musste sechs Jahre in China ausharren. 1941 erreichte sie die Nachricht, dass ihr Mann gestorben und sie als Erbin eingesetzt worden war. Über Indien kehrte sie 1946 nach Paris zurück.
Von ihrem Alterssitz Digne aus ging sie auf Vortragsreisen, schrieb wissenschaftliche und populäre Abhandlungen. Alexandra David-Néel wurde noch in sehr hohem Alter zum Ritter der Ehrenlegion ernannt. Sie starb am 8. September 1969 im Alter von 100 Jahren, nachdem sie vorsorglich ihren Pass hatte verlängern lassen. Einige Jahre später wurde ihre Asche nach ihrem letzten Willen, zusammen mit der Asche ihres Sohnes Lama Yongden, bei Benares in den Ganges gestreut.

## Werke (Auswahl)
- Pour la Vie, 1898
- Le Philosophe Meh-ti (ou Mo-tse) et l’Idée de Solidarité, 1907
- Les Théories Individualistes dans la Philosophie, 1909
- Le Modernisme Bouddhiste et le Bouddhisme du Bouddha, 1911
- Souvenir d’une Parisienne au Thibet, 1925
- Voyage d’une Parisienne à Lhassa, 1927 (Arjopa. Die erste Pilgerfahrt einer weißen Frau nach der verbotenen Stadt des Dalai Lama, Brockhaus, Leipzig 1928; Mein Weg durch Himmel und Höllen. Das Abenteuer meines Lebens, 1986)
- Mystiques et Magiciens du Thibet, 1929 (Heilige und Hexer. Glaube und Aberglaube im Lande des Lamaismus, Brockhaus, Leipzig 1931)
- Initiations Lamaïques, 1930 (Meister und Schüler. Die Geheimnisse der lamaistischen Weihen. Auf Grund eigener Erfahrungen, Brockhaus, Leipzig 1934; Der Weg zur Erleuchtung. Geheimlehren, Zeremonien und Riten in Tibet, 1960)
- La vie Surhumaine de Guésar de Ling le Héros Thibétain, 1931
- Au Pays des Brigands Gentilshommes. Grand Tibet, 1933 (Mönche und Strauchritter. Eine Tibetfahrt auf Schleichwegen, Brockhaus, Leipzig 1933)
- Le Lama aux Cinq Sagesses, 1935 (Mipam, der Lama mit den fünf Weisheiten. Ein tibetischer Roman, 1935)
- Magie d’Amour et Magie Noire, 1938 (Liebeszauber und Schwarze Magie, 1952; Sphinx-Hugendubel, München 2007, ISBN 978-3-7205-9004-4)
- Sous des Nuées d’Orage, 1940
- A l’Ouest Barbare de la Vaste Chine, 1947 (Land der Is. In Chinas wildem Westen, Ullstein, Wien 1952)
- Au Cœur des Himalayas, le Népal, 1949 (Im Schatten des Himalaja. Zauber und Wunder in Nepal, Brockhaus, Wiesbaden 1953;  Im Herzen des Himalaya. Unterwegs in Nepal Edition Erdmann, Wiesbaden 2015, ISBN 978-3-7374-0020-6 (Neu übersetzt von Eva Moldenhauer))
- L'Inde, Hier, Aujourd'hui, Demain, 1951 (Zwischen Göttern und Politik. Indien – gestern, heute, morgen, 1952)
- Astavakra Gîtâ, 1951
- Les Enseignements Secrets des Bouddhistes Tibétains, 1951 (Die geheimen Lehren des tibetischen Buddhismus, Herder Spektrum, ISBN 3-451-05171-0; Die Geheimlehren des tibetischen Buddhismus, Neuausgabe, Aira Verlag, 2012, ISBN 978-3-95474-008-6)
- Textes Tibétains inédits, 1952 (Unbekannte tibetische Texte, 1955)
- Le Vieux Tibet Face à la Chine Nouvelle, 1953 (Altes Tibet, neues China, Brockhaus, Wiesbaden 1955)
- La Puissance du Néant, 1954 (Der verborgene Türkis, 1997)
- La Connaissance Transcendante, 1958
- Avadhuta Gîtâ, 1958
- Immortalité et Réincarnation, 1961 (Unsterblichkeit und Wiedergeburt. Lehren und Bräuche in China, Tibet und Indien, 1962)
- Quarante Siècles d'Expansion Chinoise, 1964
- La sortilege du mystère, 1972  (Im Banne der Mysterien, Knaur, ISBN 3-426-61095-7)

Weitere Titel auf Deutsch:
- Vom Leiden zur Erlösung. Sinn und Lehre des Buddhismus. Leipzig, Brockhaus, 1937
- Wanderer mit dem Wind. Reisetagebücher in Briefen 1904–1917. Wiesbaden, Brockhaus, 1979
- Zwischen Göttern und Politik. Indien – gestern, heute, morgen. Brockhaus, Wiesbaden 1952
- Mein Weg durch Himmel und Hölle, Knaur, ISBN 3-426-03934-6 (Beschreibung ihrer Tibetwanderung)
- Mein Indien, Knaur, ISBN 3-426-77002-4 (Beschreibung ihrer Erlebnisse in Ceylon und Indien)
- Unsterblichkeit und Wiedergeburt, Lehren und Bräuche in China, Tibet und Indien, Nymphenburger, 2000, ISBN 3-485-00838-9
- Der Weg zur Erleuchtung, Die verborgenen Lehren des tibetischen Buddhismus, Edition Adyar, ISBN 3-89427-187-6
- Ralopa, Der Meister geheimer Riten und andere unbekannte tibetische Texte, Knaur, ISBN 3-426-77571-9, ISBN 3-426-03935-4
- Magier und Heilige in Tibet, Goldmann Arkana, 2005, ISBN 3-442-21748-2

## Filme
- Meine Reise zum Dach der Welt (Alexandra David-Néel – J´irai au pays des neiges; F 2012)
- The Lost Ones: Alexandra David-Néel - Abenteurerin auf dem Dach der Welt Film von Mathilde Hirsch, Frankreich 2020.